# Pinball Fantasies
Pinball Fantasies est un jeu vidéo de flipper développé par Digital Illusions et édité par 21st Century en 1992 sur Amiga 500. Il a été adapté sur Amiga 1200, Amiga CD32 (1993), DOS (1994), Jaguar, Super Nintendo et Game Boy (1995).
Il s'agit du second épisode de la série, après Pinball Dreams (1992) et avant Pinball Illusions (1993).

## Système de jeu
Pinball Fantasies propose quatre tables à thème : Party Land, Speed Devils, Billion Dollar Gameshow et Stones 'N Bones. Les tables sont présentés perpendiculairement à l'écran et partiellement, avec un scrolling vertical qui suit les déplacements de la bille. Le principe de jeu demeure identique au véritable flipper.

## Équipe de développement
- Manager : Fredrik Liliegren
- Programmation : Andreas Axelsson
- Graphisme : Markus Nyström
- Musique : Olof Gustafsson
- Producteur : Barry Simpson

## Versions
La version Amiga 500 nécessite 1 Mo de mémoire vive et comprend 3 disquettes 3'½. Une seconde version, qui requiert seulement 512 ko de mémoire vive, a été commercialisé mais ne propose aucun bruitage ou musique et comprend 4 disquettes. La réalisation de la version AGA profite de davantage de couleurs, d'un scrolling plus lisse et d'une animation plus rapide.
Sortie en 1993 sur Amiga, la compilation Pinball Dreams Pinball Fantasies: Special Edition regroupe les huit tables des deux premiers épisodes. Pinball Fantasies Deluxe et Pinball Challenge Deluxe proposent ces huit mêmes tables sur PlayStation (1996, Spider Soft) et Game Boy Advance (2002, Binary9 Studios). La version sur console portable propose une réalisation relativement similaire à l'original si ce n'est qu'un léger scrolling horizontal vient s'ajouter pour contourner la taille réduite de l'écran.

## La série
Digital Illusions développe les trois premiers épisodes : Dreams, Fantasies et Illusions. Spider Soft, une équipe de développement interne à 21st Century, reprend ensuite le flambeau, travaillant sur les bases des premiers opus. Liquid Dezign a développé Slam Tilt. Il existe aussi des épisodes en 3D, comme True Pinball (1996) et Slam Tilt Resurrection (1999).
- 1992 - Pinball Dreams
- 1992 - Pinball Fantasies
- 1994 - Pinball Dreams II (extension)
- 1995 - Pinball Illusions
- 1995 - Pinball Mania
- 1995 - Pinball World
- 1996 - Pinball Builder: Construction Kit
- 1996 - Slam Tilt

## Accueil
- Joypad : 70 % (Jaguar)[2]